# Ghost Hunt
Ghost Hunt (jap. ゴーストハント Gōsuto Hanto) – seria light novel autorstwa Fuyumi Ono z gatunku horror, pierwotnie wydanych pod szyldem Akuryō series (jap. 悪霊シリーズ Akuryō shirīzu). Na ich podstawie stworzono słuchowisko w 1997 roku, oraz mangę napisaną i zilustrowaną przez Shiho Inadę i wydaną przez japoński magazyn Nakayoshi. W oparciu o mangową adaptację powstało anime, stworzone przez studio J.C.Staff. Jego pierwszy odcinek został wyemitowany w Japonii 3 października 2006 roku, a ostatni 27 marca 2007 roku.

## Fabuła
Mai Taniyama, 16-letnia uczennica liceum, zostaje asystentką Kazui Shibui, szefa firmy Shibuya Psychic Research (SPR), która bada zjawiska paranormalne. Mai jest nieumyślnym sprawcą wypadku, w wyniku którego asystent Shibui, Lin Kōjo, zostaje ranny, a bardzo droga kamera używana przez SPR do badań zjawisk paranormalnych zniszczona. Aby spłacić dług, dziewczyna rozpoczyna pracę w SPR na pół etatu.
Mai nazywa Shibuyę „Naru”, ponieważ uważa, że zachowuje się on narcystycznie. Z czasem jego przezwisko zostaje przyjęte przez inne osoby, które pomagają SPR: buddyjskiego mnicha – Hōshō Takigawę, kapłankę shintō – Ayako Matsuzaki, znaną medium – Masako Harę oraz katolickiego księdza – Johna Browna. W późniejszych dochodzeniach okazjonalnie w śledztwach pomagają: uczeń trzeciej klasy liceum, Osamu Yasuhara oraz Mori Madoka, mentor Naru.

## Bohaterowie
- Mai Taniyama (jap. 谷山 麻衣 Taniyama Mai) – 16-letnia uczennica pierwszej klasy liceum, która dołącza do Shibuya Psychic Research, gdy przypadkowo jest sprawcą wypadku. By spłacić dług, zostaje asystentką Shibui w zastępstwie za rannego asystenta. Po zakończeniu pierwszego dochodzenia Shibuya oferuje jej jednak zapłatę za jej dotychczasową pracę, a także pracę na pół etatu w SPR. Podczas kolejnych dochodzeń okazuje się, że Mai posiada bardzo silną intuicję oraz pewne zdolności ESP, w które wliczają się retrokognicja, a także projekcja astralna. Nie jest ona jednak zbyt pewna swych zdolności i często nie dzieli się wszystkimi szczegółami swoich snów z resztą SPR. Inni członkowie grupy uczą ją różnych technik obrony, które Mai używa później w praktyce.

Seiyū: Kaori Nazuka 
- Kazuya Shibuya (jap. 渋谷 一也 Shibuya Kazuya) – chłodny w obejściu, pewny siebie i bardzo inteligentny 17-letni badacz i poszukiwacz zjawisk paranormalnych, szef Shibuya Psychic Research.

Seiyū: Yuuki Tai.
- Lin Kōjo (jap. 林 興徐 Rin Kōjo) – pochodzący z Hongkongu, chłodny i ponury asystent Shibui. Zwykle zdaje się wykonywać najbardziej nudne zadania i pracować głównie w nocy. Tak naprawdę, jest opiekunem i nauczycielem Naru, a także utalentowanym onmyōji. Posiada szeroką wiedzę z zakresu klątw, egzorcyzmów i wzywania duchów. Posiada także duchy-chowańce. Lin nie przepada za Japończykami, głównie za sprawą wcześniejszych waśni z Chinami.

Seiyū: Ken Narita.
- Hōshō Takigawa (jap. 滝川 法生 Takigawa Hōshō) – 25-letni hakkaisō – buddyjski mnich, który opuścił klasztor. Powszechnie nazywany Bō-san (dosł. Pan Mnich). Gdy nie pracuje dla SPR jest członkiem grupy muzycznej i gra w niej na basie. Jest bardzo opiekuńczy wobec Mai i uważa się za jej starszego brata.

Seiyū: Kenji Hamada.
- Ayako Matsuzaki (jap. 松崎 綾子 Matsuzaki Ayako) – szczera do bólu, 23-letnia kapłanka Shintō. Jest pewna siebie i swoich zdolności, które jednak rzadko wykorzystuje, jako że jej zdolności zależne są od drzew i żyjących w nich duchów. Jej rodzice są lekarzami.

Seiyū: Masami Suzuki.
- John Brown (jap. ジョン·ブラウン Jon Buraun) – spokojny i opanowany 19-letni ksiądz katolicki z Australii, utalentowany w zakresie egzorcyzmów. Mówi po japońsku w dialekcie Kansai.

Seiyū: Nobuhiko Okamoto.
- Masako Hara (jap. 原 真砂子 Hara Masako) – 16-letnia medium, znana z popularnego telewizyjnego show. Ma zdolność kontaktowania się ze zmarłymi. Zawsze ubiera się w kimono, nawet gdy kładzie się do snu. Żywi platoniczną miłość do Naru i jest zazdrosna o relację jaką ma Mai z Naru. Zwykle jest bardzo poważna i protekcjonalna wobec Ayako i Mai. Masako jako jedyny stały członek grupy poza Linem jest świadoma sekretu Naru.

Seiyū: Rie Kugimiya.
- Osamu Yasuhara (jap. 安原 修 Yasuhara Osamu) – uczeń trzeciej klasy liceum, przewodniczący samorządu szkolnego. Początkowo klient SPR, później pomocnik Shibui. Nie posiada żadnych uzdolnień paranormalnych, ale jest bardzo bystry i efektywny w wyszukiwaniu informacji. Ma nietypowe poczucie humoru, które stosuje zwykle wobec ludzi którzy go irytują lub są wobec niego nieuprzejmi, zwykle opowiadając zawiłe kłamstwa, które irytują bądź straszą rozmówcę.

Seiyū: Kousuke Okano.
- Madoka Mori (jap. 森 まどか Mori Madoka) – tajemnicza mentorka Shibui, która zleca SPR zbadanie zaginięcia ludzi w posiadłości należącej do byłego premiera Japonii. Lubi droczyć się z Naru, zna również prawdziwy powód, dla którego otworzył biuro.

Seiyū: Omi Minami.

## Light novel

### PowieściAkuryō series(jap.悪霊シリーズAkuryō shirīzu)
Seria light novel została pierwotnie wydana przez Kōdansha i wydrukowana w Bunko Teens Heart. Ilustracje wykonała Yukio Nakamura. Seria ta została później zaadaptowana przez autorkę na potrzeby wydanych dwóch tomów z serii Ghost Hunt, dzięki czemu stanowią całość historii pod szyldem Ghost Hunt.
| # | wydanie Kōdansha                                             | wydanie Kōdansha           | wydanie Kōdansha   | wydanie – Media Factory                                                | wydanie – Media Factory | wydanie – Media Factory |
| # | Tytuł                                                        | Data wydania               | ISBN               | Tytuł                                                                  | Data wydania            | ISBN                    |
| --- | ------------------------------------------------------------ | -------------------------- | ------------------ | ---------------------------------------------------------------------- | ----------------------- | ----------------------- |
| 1 | Akuryō ga ippai!? (jap. 悪霊がいっぱい!?)                    | 20 lipca 1989              | ISBN 4-06-190311-X | Ghost Hunt 1 Kyū kōsha kaidan (jap. ゴーストハント１ 旧校舎怪談)       | 19 listopada 2010       | ISBN 978-4-8401-3594-8  |
| Mai Taniyama, 16 letnia uczennica liceum, lubi spotykać się z koleżankami i razem słuchać i opowiadać historie o duchach. Podczas jednego z takich spotkań, spotyka w szkole tajemniczego chłopaka, który przedstawia się jako Kazuya Shibuya. Następnego dnia Mai odwiedza stary budynek szkoły, o którym mówi się, że jest nawiedzony. Gdy wchodzi do budynku i próbuje dotknąć ustawionej tam kamery dzieje się wypadek. Chwilę później, w wyniku wypadku, Lin Kōjo, mężczyzna który próbował powstrzymać ją przed dotykaniem kamery, zostaje ranny. Lin okazuje się być asystentem Shibui. Z powodu zniszczenia mienia i pozbawienia asystenta chwilowej możliwości pracy, w ramach rekompensaty zostaje pracownikiem na pół etatu w biurze prowadzonym przez Shibuyę – Shibuya Psychic Research, które zajmuje się badaniem zjawisk paranormalnych. Wspólnie z innymi specjalistami – miko, księdzem, mnichem buddyjskim oraz medium badają budynek starej szkoły, który został przeznaczony do rozbiórki. |                                                              |                            |                    |                                                                        |                         |                         |
| 2 | Akuryō ga honto ni ippai! (jap. 悪霊がホントにいっぱい!)     | 27 października 1989       | ISBN 4-06-190365-9 | Ghost Hunt 2 Ningyō no ori (jap. ゴーストハント 2 人形の檻)            | 14 stycznia 2011        | ISBN 978-4-8401-3688-4  |
| Pewnego dnia do biura SPR przychodzi kobieta, która prosi o zbadanie sprawy nawiedzenia jej własnego domu, w którym przedmioty odwracają się do góry nogami. Dodatkowo, mała córka właścicielki ma bardzo niezwykłą lalkę... |                                                              |                            |                    |                                                                        |                         |                         |
| 3 | Akuryō ga ippai de nemurenai (jap. 悪霊がいっぱいで眠れない) | 23 lutego 1990             | ISBN 4-06-190417-5 | Ghost Hunt 3 Otome no inori (jap. ゴーストハント 3 乙女ノ祈リ)         | 18 marca 2011           | ISBN 978-4-8401-3862-8  |
| Do biura SPR po kolei zgłaszają się różni uczniowie (a w końcu również dyrektor) pewnej prywatnej tokijskiej szkoły średniej, prosząc o zbadanie sprawy serii dziwnych wypadków i nawiedzeń dziejących się w ich szkole. |                                                              |                            |                    |                                                                        |                         |                         |
| 4 | Akuryō wa hitori botchi (jap. 悪霊はひとりぼっち)            | 27 sierpnia 1990           | ISBN 4-06-190485-X | Ghost Hunt 4 Shiryō yūgi (jap. ゴーストハント４ 死霊遊戯)              | 20 maja 2011            | ISBN 978-4-8401-3911-3  |
| Osamu Yasuhara przychodzi do biura SPR w imieniu samorządu szkolnego swojej szkoły, prosząc ich o zbadanie budynku placówki. Dzieje się tam seria zdarzeń (np. pojawia się demoniczny pies atakujący uczniów), o które podejrzewają jednego z byłych uczniów szkoły, który popełnił samobójstwo. |                                                              |                            |                    |                                                                        |                         |                         |
| 5 | Akuryō ni naritakunai! (jap. 悪霊になりたくない!)            | 5 marca 1991               | ISBN 4-06-190594-5 | Ghost Hunt 5 Senketsu no meikyū (jap. ゴーストハント５ 鮮血の迷宮)     | 15 lipca 2011           | ISBN 978-4-8401-3978-6  |
| Madoka Mori, dobra znajoma Shibuyi i Lin'a, zjawia się w biurze i prosi o "przysługę". W związku z tym, Naru zbiera wszystkich razem – również Bou-sana, Ayako, Johna, Masako i Osamu, by pomogli mu przy sprawie zleconej przez byłego premiera rządu Japonii o rozwiązanie tajemnicy starej nawiedzonej posiadłości, w którym w tajemniczych okolicznościach znikają ludzie. |                                                              |                            |                    |                                                                        |                         |                         |
| 6 | Akuryō to yobanaide (jap. 悪霊とよばないで)                  | 26 września 1991           | ISBN 4-06-198575-2 | Ghost Hunt 6 Umi kara kuru mono (jap. ゴーストハント６ 海からくるもの) | 22 września 2011        | ISBN 978-4-8401-4245-8  |
| SPR bada sprawę domu nad morzem. Niektórzy członkowie rodziny, do których ten dom należy, wydają się być opętani przez duchy. |                                                              |                            |                    |                                                                        |                         |                         |
| 7 | Akuryō datte heiki! (jap. 悪霊だってヘイキ!)                 | (część 1) 27 sierpnia 1992 | ISBN 4-06-198696-1 | Ghost Hunt 7 Tobira wo akete (jap. ゴーストハント７ 扉を開けて)        | 18 listopada 2011       | ISBN 978-4-8401-4307-3  |
| 7 | Akuryō datte heiki! (jap. 悪霊だってヘイキ!)                 | (część 2) 24 września 1992 | ISBN 4-06-198697-X | Ghost Hunt 7 Tobira wo akete (jap. ゴーストハント７ 扉を開けて)        | 18 listopada 2011       | ISBN 978-4-8401-4307-3  |
| Podczas wspólnego wyjazdu SPR, Naru odnajduje w końcu miejsce którego szukał. Drużyna prowadzi dochodzenie w starej szkole, nawiedzanej przez duchy dzieci. W tym tomie dowiadujemy się kim jest Naru i co chciał odnaleźć. |                                                              |                            |                    |                                                                        |                         |                         |

### Ghost Hunt
Autorka wydała również light novel pod tytułem Akumu no sumu ie (jap. 悪夢の棲む家). Wydana w dwóch częściach przez wydawnictwo Kōdansha w ramach imprintu Bunko Teens Heart. Powieść ilustrowała Tamayo Kobayashi. Powieść ta została od razu wydana pod szyldem Ghost Hunt i nie była przedrukowana ponownie.
| 1 | Akumu no sumu ie (ue) Ghost Hunt (jap. 悪夢の棲む家（上）ゴ－スト・ハント)    | 14 marca 2004    | ISBN 978-4-06-255156-4 |
| 2 | Akumu no sumu ie (shita) Ghost Hunt (jap. 悪夢の棲む家（下）ゴ－スト・ハント) | 12 kwietnia 2004 | ISBN 978-4-06-255164-9 |
| Po kilku miesiącach od przygody nad jeziorem (tom 7), biuro SPR znów zostaje otwarte. Do biura zgłasza się za namową kuzyna młoda dziewczyna o imieniu Midori, prosząc o zbadanie, czy dom w którym mieszkają z matką naprawdę jest nawiedzony. Zarówno ona jak i jej matka myślą, że popadają w paranoję czując w domu czyjąś obecność, słysząc w domu dziwne odgłosy, odbierając dziwne telefony i ciągle będąc zmuszonymi naprawiać elektrykę. |                                                                               |                  |                        |

## Manga
Manga na podstawie serii powieści, zatytułowana Ghost Hunt (jap. ゴーストハント), była wydawana przez wydawnictwo Kōdansha od styczniowego numeru 1998 do 2010 roku, pierwotnie w czasopiśmie Amie, następnie wydawanie mangi zostało przeniesione do czasopisma Nakayoshi. Dodatkowo powstały trzy historie napisane na potrzeby mangi, wszystkie opublikowane w magazynie Nakayoshi: Kōen no kaidan?! (jap. 公園の怪談？！), której pojedynczy rozdział ukazał się w styczniowym numerze 1999 roku, pojedynczy rozdział zatytułowany Go! Go! Ghost Hunters! (jap. Ｇｏ！Ｇｏ！ゴーストハンターズ！), który ukazał się w sierpniowym numerze 1998 roku, oraz Silent Christmas (jap. サイレント・クリスマス Sairento kurisumasu), która pojawiła się w dwóch rozdziałach (grudniowy numer 1999 oraz styczniowy 2000).Ghost Hunt pojawił się po raz ostatni w czasopiśmie w październiku 2000 roku. Kolejne rozdziały (od tomu szóstego) były wydawane bezpośrednio w kolejnych tankōbonach.
Ilustracje do mangi na podstawie scenariusza Fuyumi Ono wykonała Shiho Inada.
| Nr | Data wydania (język japoński) | ISBN (język japoński)  |
| -- | ----------------------------- | ---------------------- |
| 1  | 3 lipca 1998                  | ISBN 978-4-06-178894-7 |
| 2  | 3 marca 1999                  | ISBN 978-4-06-178912-8 |
| 3  | 4 października 1999           | ISBN 978-4-06-178923-4 |
| 4  | 4 lipca 2000                  | ISBN 978-4-06-178941-8 |
| 5  | 5 stycznia 2001               | ISBN 978-4-06-178953-1 |
| 6  | 3 października 2001           | ISBN 978-4-06-178974-6 |
| 7  | 30 kwietnia 2002              | ISBN 978-4-06-178990-6 |
| 8  | 2 lipca 2003                  | ISBN 978-4-06-364025-0 |
| 9  | 6 lutego 2006                 | ISBN 978-4-06-364080-9 |
| 10 | 11 kwietnia 2008              | ISBN 978-4-06-364130-1 |
| 11 | 6 sierpnia 2009               | ISBN 978-4-06-364203-2 |
| 12 | 3 września 2010               | ISBN 978-4-06-364266-7 |

### Akumu no sumu ie: Ghost Hunt(jap.悪夢の棲む家　ゴーストハント)
Kolejne rozdziały sequela mangi, pt.: Akumu no sumu ie: Ghost Hunt (jap. 悪夢の棲む家　ゴーストハント), pojawiały się od listopada 2012 roku co drugi miesiąc w magazynie Aria, które należy do wydawnictwa Kōdansha. Fabuła mangi obejmuje tomy powieści Akumu no sumu ie (jap. 悪夢の棲む家) i jest narysowana przez tę samą mangakę – Shiho Inadę. Pierwszy tom sequela wydano także w edycji specjalnej.
| Nr | Data wydania (język japoński) | ISBN (język japoński)  |
| -- | ----------------------------- | ---------------------- |
| 1  | 7 czerwca 2013                | ISBN 978-4-06-380635-9 |
| 2  | 7 kwietnia 2014               | ISBN 978-4-06-380686-1 |
| 3  | 7 października 2016           | ISBN 978-4-06-380878-0 |

## Odcinki anime
| # | N/o   | Tytuł                                        | Uwagi                            |
| --- | ----- | -------------------------------------------- | -------------------------------- |
| 1-3 | FILE1 | Akuryō ga ippai!? (悪霊がいっぱい!?)         | dosł. Dużo złych duchów?!        |
| Adaptacja tomu pierwszego. |       |                                              |                                  |
| 4-6 | FILE2 | Ningyō no ie (人形の家)                      | dosł. Dom dla lalek              |
| Adaptacja tomu drugiego. |       |                                              |                                  |
| 7-10 | FILE3 | Hōkago no jusha (放課後の呪者)               | dosł. Klątwa po szkole           |
| Adaptacja tomu trzeciego. |       |                                              |                                  |
| 11 | FILE4 | Kōen no kaidan!? (公園の怪談!?)              | dosł. Opowieść o duchu w parku!? |
| Masako Hara przychodzi do biura SPR i prosi o pomoc przy rozwiązaniu dziwnej sprawy w pewnym parku. Tam ludzie są oblewani wodą lejącą się znikąd. |       |                                              |                                  |
| 12-13 | FILE5 | Sairento kurisumasu (サイレント・クリスマス) | dosł. Ciche święta               |
| John Brown prosi o pomoc przy rozwiązaniu sprawy nawiedzenia ducha chłopca, który opętuje swoje koleżanki i kolegów.                               |       |                                              |                                  |
| 14-17 | FILE6 | Kinjirareta asobi (禁じられた遊び)           | dosł. Zakazana gra               |
| Adaptacja tomu czwartego. |       |                                              |                                  |
| 18-21 | FILE7 | Chi nurareta meikyū (血ぬられた迷宮)         | dosł. Labirynt skąpany we krwi   |
| Adaptacja tomu piątego. |       |                                              |                                  |
| 22-25 | FILE8 | Noroi no ie (呪いの家)                       | dosł. Przeklęty dom              |
| Adaptacja tomu szóstego. |       |                                              |                                  |